# Nodeblindhed
Nodeblindhed er en specifik indlæringsvanskelighed i nodelæsning, som er neurologisk betinget. Den er kendetegnet ved vanskeligheder ved korrekt visuel afkodning og omsætning af nodebilledet – enten via et instrument eller ved sang. Nodeblindhed kan sammenlignes med indlæringsvanskelighederne dysleksi (ordblindhed) og dyskalkuli (talblindhed).

## Beskrivelse af nodeblindhed
Nodeblindhed berører den visuelle nodelæsning, og derved kan den motoriske udførelse eller auditive genkendelse af musikken forblive intakt. Nodeblindhed forudsætter, at den nodeblinde har musikalsk kendskab, samt har modtaget undervisning i nodelæsning, rytmelæsning, intervaller, nodesystemet og nodetegnene, men trods dette ikke kan afkode og efterkomme nodebilledet til musik korrekt. Herunder kan forskellige afledte eller lignende problematikker med afkodningen være en hæmsko for den nodeblinde. Det er en forudsætning, at vanskelighederne med nodelæsning ikke kan tilskrives andre forhold, herunder generelle udviklingsforstyrrelser eller erhvervet hjerneskade.
Nodeblindhed er en specifik udviklingsforstyrrelse, som er beslægtet med dysleksi og dyskalkuli, men nodeblinde har ikke nødvendigvis vanskeligheder ved tekstlæsning eller matematik, og derved er nodeblindhed en selvstændig indlæringsvanskelighed. Ligesom dysleksi og dyskalkuli kan nodeblindhed forekomme i forskellige sværhedsgrader.

## Nodeblindheds oprindelse
Begrebet nodeblindhed ”Notenblindheit” blev introduceret af den tyske læge og anatom August Knoblauch (1836-1919) i 1888. August Knoblauch var den første, der udarbejdede en detaljeret kognitiv model af hjernens musikcentre. Han mente, at en afbrydelse mellem det visuelle center for noder og det auditive center for toner, ville resultere i en manglende evne til at afkode musikalsk notation, det, som han benævnte nodeblindhed. I et sådant tilfælde ville den auditive funktion forblive bevaret, og det var altså kun læsefunktionen, der blev forstyrret.
Nodeblindhed var en del af Knoblauchs hypotese om, at der kunne eksistere ni forskellige lidelser indenfor musikudøvelse og perception, alt efter hvilke centre i hjernen, der var forstyrret. Han introducerede begrebet amusia, som henviste til specifikke motoriske funktionsnedsættelser. Han foreslog to overordnede varianter af amusia, den sensoriske (perception), som var en manglende evne til at høre, læse og forstå musik, samt den motoriske (udøvelse), der gjorde det svært at synge, nedskrive musik eller opføre det. Nodeblindhed og tonedøvhed lå under sensorisk amusia. Ud over de to varianter af amusia skelnede han desuden mellem to vigtige klassifikationer: medfødt amusia og erhvervet amusia, som følge af en opstået hjerneskade.

## Nodeblindhedsforskning
Forskning af nodeblindhed er sparsom, og derfor findes der ikke test til at identificere nodeblindhed. Forskning af målrettet nodeblindhed ses primært inden for den tidlige neurologiske forskning, og eksisterer derudover primært inden for en erfaringsbaseret dansk musikpædagogisk forskning i perioden mellem 1940-1960. 
Inden for dansk forskning kan en stor del af arbejdet tilskrives den anerkendte tale- og musikpædagog Edith Norrie (1889-1960), som selv var svært dyslektisk og nodeblind, men som ikke led af dyskalkuli. Edith Norries arbejde indenfor dysleksi førte til etableringen af ”Ordblinde-Instituttet” i Danmark i 1939. Hun opfandt også bogstavsætterkassen til dysleksikere, som også i dag danner grundlag for dysleksihjælpemidlerne rundt om i verden. I 1940’erne og 50’erne arbejdede hun med nodeblindhed.
Edith Norrie beskrev fænomenerne således: 
”Ordblindhed, talblindhed og nodeblindhed er tre lidelser, som er stærkt beslægtede. Det drejer sig om hjernefunktionsforstyrrelser, som bl.a. bevirker, at eleven har ualmindelig store vanskeligheder ved at omskrive symbolerne – bogstaver, tal og noder – til ord, talbegreber og musik. De tre lidelser kan optræde enkeltvis eller flere samtidig hos de forskellige individer.”
Andre forskere som Henning Buhl Skydsgaard, Erik Abrahamsen og Eivin Borgsmidt-Hansen berørte fænomenet nodeblindhed i denne periode. Siden 1950'erne er fænomenet i dansk forskning stort set uberørt.
Internationalt ses der ikke forskning inden for direkte nodeblindhed, hvor nodeblindhed anses som en selvstændig indlæringsvanskelighed. International dysleksiforskning beskæftiger sig dog med dyslektikers vanskeligheder med nodelæsning, hvor tekstlæsning- og nodelæsningsvanskeligheder sammenlignes. 
Dysleksiforskningen beskæftiger sig med andre termer som ”dysmusia”, ”amusia”, ”musikalsk aleksi”, ”musikalsk dysleksi”.